# Фирсанов, Артём Валерьевич
Артём Вале́рьевич Фирса́нов (10 октября 1996, Москва) — российский режиссёр кино- и телефильмов.

## Биография
Артём Фирсанов родился 10 октября 1996 года в Москве. Сразу после окончания школы в 2014 году поступил во ВГИК, на режиссёрский факультет, кафедра неигрового кино (мастерская Игоря Григорьева и Татьяны Юриной). С первой же короткометражной режиссёрской работой «Я обязательно вернусь» в 2015 году принял участие в фестивале «Окно в Европу». С последующими работами участвовал в студенческой программе Флаэртианы, на конкурсе-фестивале «Интонации» (Санкт-Петербург), «Движение» (Омск) и «Артдокфесте». За время обучения снялся в короткометражном фильме «В плену обстоятельств» в качестве актёра (реж. А. Клюка, 2016 год).
Известность к Фирсанову пришла в связи со съёмками его дипломной работы — фильма «Семь», который изначально должен был рассказывать о «Гоголь-центре» Кирилла Серебренникова и деле «Седьмой студии». По словам Фирсанова, сперва администрация учебной студии ВГИКа всячески мешала его съёмкам, а накануне акции «Быть Кириллом Серебренниковым», заявленной в изначально согласованном плане, руководство ВГИКа съёмку запретило. Было отмечено и неэтичное в отношении Фирсанова поведение директора картины Натальи Святовец. В такой ситуации сам конфликт стал темой фильма.
К моменту защиты (28 июня 2019 года) фильм «Семь» оказался в центре полноценного скандала, интерес к которому начали проявлять многие СМИ. Администрация вуза не пустила зрителей на предзащитный показ, а Фирсанов получил оценку «удовлетворительно», хотя рецензент, Виталий Манский, оценил фильм достаточно высоко. «В фильме я увидел с удивительной точностью и трепетом созданный мир моего прошлого, которое для моей альма матер продолжает быть настоящим, — написал Манский в рецензии. — Увидел и услышал моментально, с первых же кадров и звуков». Фирсанов подал апелляционную жалобу, но её требования не были удовлетворены, а на заседание апелляционной комиссии администрация вызвала нацгвардейцев.
С новой расширенной редакцией фильма «Семь» режиссёр участвовал во внеконкурсной программе «Среда» на «Артдокфесте» — 2019.
С 2019 года — приглашённый педагог актёрской лаборатории Gogol School при Гоголь-центре. Весной 2019 года работал в проекте Гидона Кремера «Хроника текущих событий» в «Музикгебау» (Голландия). В 2021 году поставил показ коллекции совместного бренда Bodra и издания «Москвич Mag». В 2022 году в интервью изданию «Ваш досуг» сообщил о планах заняться монтажным кино и о желании попробовать себя в игровой индустрии.

## Фильмография
- 2015 — Я обязательно вернусь (короткометражный)
- 2016 — Звучит музыка (короткометражный)
- 2017 — Холод (короткометражный научно-популярный)[13]
- 2018 — Первая смерть (короткометражный)[14]
- 2018 — Красный день (короткометражный)[15]
- 2019 — Быть Кириллом Серебренниковым (короткометражный)[16]
- 2019 — Семь (короткометражный)
- 2019 — Хроника текущих событий (видео-арт)
- 2022 — Finger Effect (монтажный фильм)[17]

## Награды и призы
- 2016 — фильм «Холод» прошёл во второй тур национальной премии в области неигрового кино и телевидения «Лавровая ветвь»[13]